# Laura Glauser
Laura Glauser (Besanzón, 20 de agosto de 1993) es una jugadora de balonmano francesa que se desempeña como guardameta en el FTC-Rail Cargo Hungaria de la Nemzeti Bajnokság I y en la Selección femenina de balonmano de Francia, con la que ha conquistado los títulos olímpico, mundial y europeo. 

## Trayectoria

### Clubes
Formada en el ES Besançon, fichó por el Metz Handball con apenas 16 años y defendió la meta lorenesa durante once temporadas, alzando seis Ligas francesas y cuatro Copas de Francia.
En enero de 2020 se anunció su traspaso al Győri Audi ETO KC, con contrato a partir de la campaña 2020-21. Con el club húngaro conquistó la Copa de Hungría de 2021.
En julio de 2022 firmó por el CSM București, debutando en la Liga Națională rumana. Con las tigroaice logró el título liguero de 2024 y la Copa de Rumanía de 2023.
En 2024 regresó a Hungría al fichar por el FTC-Rail Cargo Hungaria, vigente campeón magyar.

#### Clubes
- 2009 – 2020:  Metz Handball
- 2020 – 2022:  Győri Audi ETO KC
- 2022 – 2024:  CSM București
- 2024 – presente:  FTC-Rail Cargo Hungaria

### Selección francesa
Internacional absoluta desde 2012, ha disputado con Les Bleues dos Juegos Olímpicos, plata en Río 2016 y oro en Tokio 2020, además del oro mundial de 2017 y el título europeo de 2018. También sumó las platas europeas de 2020 y mundial de 2021.

## Premios y títulos

### Con la selección
- 1 x Medalla de oro en los Juegos Olímpicos (2020)
- 1 x Medalla de plata en los Juegos Olímpicos (2020)
- 1 x Medalla de oro del Campeonato del Mundo (2017)
- 1 x Medalla de plata del Campeoanto del Mundo (2021)
- 1 x Medalla de oro en el Campeonato de Europa (2018)
- 1 x Medalla de plata en el Campeonato de Europa (2020)

### Con sus clubes
- 6 x Ligue Butagaz Énergie (2011, 2013, 2014, 2016, 2017, 2019) [2]
- 4 x Copa de Francia de balonmano (2013, 2015, 2017, 2019) [2]
- 1 x Magyar Kupa (2021) [4]
- 1 x Liga Națională (2024) [6]
- 1 x Cupa României (2023) [7]

## Vida personal
En octubre de 2017 anunció su embarazo y se perdió el resto de la temporada, regresando a la competición seis meses después del nacimiento de su hija. En noviembre de 2019 sufrió una grave lesión de rodilla que la apartó del Mundial de Japón.